# Берк, Александра
Алекса́ндра Име́льда Сеси́лия Ю́эн Бёрк (англ. Alexandra Imelda Cecelia Ewen Burke; род. 25 августа 1988, Лондон) — британская R&B и поп-исполнительница и автор песен, победительница 5 сезона британского музыкального конкурса The X Factor.
Дебютный сингл Алекандры Берк — кавер-версия песни Леонарда Коэна «Hallelujah», принёсшая ей победу в The X Factor, побил европейский рекорд по количеству продаж за первые 24 часа с момента выхода — за первый день было продано 105 000 копий, также он стал самым продаваемым синглом 2008 года в Великобритании. В январе 2009 года количество проданных копий «Hallelujah» превысило миллион. Дебютный альбом Александры Берк Overcome вышел в октябре 2009 года и сразу же возглавил британский чарт альбомов. Певица была трижды номинирована на премию BRIT Awards в категории Лучший британский сингл.

## Карьера

### Начало карьеры:The X Factor
Александра Бёрк начала петь с пяти лет. Когда ей было 9 лет она пела на сцене в Бахрейне с матерью соул-певицей Мелиссой Белл. В 12 лет Бёрк приняла участие в музыкальном телевизионном конкурсе Star for a Night, где заняла второе место, проиграв Джосс Стоун. Она впервые участвовала в кастинге для The X Factor в 2005 году, но не была отобрана для участия в программе. Вторая попытка участия была предпринята в 2008 году. Бёрк прошла прослушивания и попала в категорию «вокалистки», где в качестве наставника была участница британской группы Girls Aloud Шерил Коул. Певица добралась до финального этапа телешоу, где она исполнила песню Леонарда Коэна «Hallelujah». По итогам зрительского голосования Бёрк набрала 58 % голосов (за неё было отдано более 8 миллионов голосов) и победила в конкурсе. «Hallelujah» стала лучшим рождественским синглом 2008 года; общее количество продаж сингла превысило миллион копий. В качестве приза за победу в телешоу певица заключила контракт с лейблом Syco

### 2009—2011:Overcome
13 февраля 2009 года Александра Бёрк заключила контракт на издание 5 альбомов с американским лейблом Epic Records. Дебютный альбом Overcome вышел в продажу в Великобритании 19 октября 2009 года. Первым синглом с альбома стал трек «Bad Boys», записанный при участии рэпера Flo Rida. Песня возглавила британский чарт синглов 18 октября 2009 года.
Американский рэпер 50 Cent заинтересовался творчеством Бёрк ещё во время её участия в The X Factor и пригласил её поучаствовать в съёмках одного из его будущих видеоклипов. Также свой интерес выразила и певица Бейонсе, предложив записать дуэт и поучаствовать в европейских концертах в рамках её мирового турне I Am… Tour. 19 июля 2009 Бёрк объявила о подписании контракта с маркой Dolce & Gabbana, где певица становилась официальным лицом их новой линии одежды.
Следующими синглами с альбома стали композиции «Broken Heels» и «All Night Long» при участии рэпера Pitbull.
29 апреля 2010 Александра Бёрк вошла в список 100 самых сексуальных женщин журнала FHM. 5 сентября 2010 вышел её новый сингл «Start Without You», а 27 октября — сингл «The Silence». 29 ноября того же года вышло deluxe-переиздание Overcome, включавшее новые песни.

### 2011—настоящее время: Турне и второй студийный альбом
В интервью для Digital Spy Александра Бёрк заявила, что готовящийся второй студийный альбом будет «более дерзким, рискованным и сексуальным». Запись альбома прерывалась на время её первого турне All Night Long Tour. В работе над вторым альбомом принимали участие RedOne, Бруно Марс, Stargate и Ne-Yo. В июне 2011 года певица подписала контракт с RCA Records, который частично спродюсирует новый альбом.

## Другая деятельность
Александра Бёрк и группа JLS начали разработку совместной линии одежды под названием 2KX. Коллекция нижнего белья была запущена в марте, а линия одежды — в апреле 2011 года. Название 2KX обозначает «2010» — год создания лейбла; 2K — сокращённая запись числа 2000, X — римское обозначение числа 10 The company was founded in 2010 and is based in London, UK.
Александра Бёрк участвует в благотворительных мероприятиях и деятельности. Ещё до шоу The X Factor она участвовала в акции Young Voices — акции молодых исполнителей в помощь детям, страдающим от лейкоза. После Землетрясения на Гаити 2010 года Берк вместе с другими исполнителями приняла участие в записи благотворительного сингла «Everybody Hurts». В феврале 2010 года певица отправилась на Гаити, где оказывала помощь пострадавшим от землетрясения. Алекандра Бёрк приняла участие в акциях по сбору на лечения рака груди и британской кампании No Child Born To Die по профилактике детской смертности.

## Личная жизнь
В мае 2009 года Бёрк начала встречаться со своим другом детства Николасом Сагаром. В начале 2011 года Бёрк заявила, что они вынуждены взять перерыв в отношениях из-за трудности поддержания отношений на расстоянии (Сагар проживает в Лос-Анджелесе) и занятости певицы и тяжёлого гастрольного графика.

## Дискография

### Студийные альбомы
- Overcome (2009)
- Heartbreak on Hold (2012)

### Мини-альбомы
- Christmas Gift (2012)
- #NewRules (2013)

## Туры
- The X Factor Live (2009)
- All Night Long Tour (2011)[38]

## Награды и номинации
| Год  | Работа           | Премия                                                                            | Результат |
| ---- | ---------------- | --------------------------------------------------------------------------------- | --------- |
| 2009 | «Hallelujah»     | BRIT Awards — Лучший британский сингл                                             | Номинация |
| 2009 | «Hero»           | BRIT Awards — Лучший британский сингл                                             | Номинация |
| 2009 | Александра Берк  | MOBO Awards — лучший британский новый исполнитель                                 | Номинация |
| 2010 | «Bad Boys»       | BRIT Awards — лучший британский сингл                                             | Номинация |
| 2010 | Александра Берк  | Glamour Women of the Year Awards — лучшее новое лицо                              | Победа    |
| 2010 | Overcome         | Urban Music Awards — Лучший альбом 2010                                           | Номинация |
| 2010 | «All Night Long» | Urban Music Awards Лучший дуэт (с Pitbull)                                        | Номинация |
| 2010 | «All Night Long» | Urban Music Awards — лучшее видео                                                 | Номинация |
| 2010 | Александра Бёрк  | BT Digital Music Awards — лучшая исполнительница                                  | Номинация |
| 2010 | «Bad Boys»       | BT Digital Music Awards — лучшая песня                                            | Номинация |
| 2010 | «Bad Boys»       | BT Digital Music Awards — лучшее видео                                            | Номинация |
| 2010 | «Bad Boys»       | The 2010 Popjustice £20 Music Prize                                               | Номинация |
| 2010 | Александра Берк  | MOBO Awards — лучший британский исполнитель                                       | Номинация |
| 2010 | Александра Берк  | Cosmopolitan — британская звезда (музыка)                                         | Победа    |
| 2010 | Александра Берк  | MTV Europe Music Awards — прорыв года                                             | Номинация |
| 2010 | Александра Берк  | XS AWARDS — лучший британский исполнитель                                         | Победа    |
| 2010 | Александра Берк  | WSC Gala Awards 2010 — лучшая певица                                              | Номинация |
| 2011 | «All Night Long» | BRIT Awards — лучший британский сингл                                             | Номинация |
| 2011 | Александра Берк  | Glamour Women of the Year Awards — лучший британский музыкант/сольный исполнитель | Номинация |